# William Henry Burt
William Henry Burt (Haddam, 22 gennaio 1903 – 4 dicembre 1987) è stato uno zoologo statunitense.
Nei suoi studi, si occupò principalmente del comportamento territoriale, nonché dell'evoluzione e della morfologia dei mammiferi.

## Biografia
Da adolescente, William Henry Burt si dedicò all'osservazione dei cani della prateria nella fattoria di famiglia. Dopo aver studiato all'Università del Kansas, conseguì il Bachelor of Arts nel 1926 e il Master of Arts nel 1927. Nel 1927 scrisse il suo primo articolo scientifico, intitolato A Simple Live Trap for Small Mammals, sul Journal of Mammalogy. Dal 1928 al 1931 Burt accompagnò lo zoologo e fotografo naturalista Donald Ryder Dickey in viaggi di ricerca in Arizona, Bassa California e Messico. Nel 1930 conseguì un dottorato di ricerca presso l'Università della California - Berkeley. Dal 1931 al 1935 fu ricercatore presso il California Institute of Technology. Durante questo periodo intraprese spedizioni nelle isole del Golfo di California e scoprì nuove specie di roditori come il ratto mercante Neotoma bunkeri o il peromisco di Pemberton, entrambi ora considerati estinti. Nel 1935 divenne professore di zoologia all'Università del Michigan e curatore dei mammiferi al Museo di Zoologia. Successivamente si dedicò allo studio dei mammiferi a Sonora (1938-1941), nel Michigan (1940-1948), sui Grandi Laghi (1956) e in Salvador (1961). Studiò anche i vertebrati nell'area attorno al vulcano messicano Paricutín. Dopo il suo pensionamento, divenne professore emerito e curatore presso il Museo di Zoologia dell'Università del Michigan nel 1969.

## Opere (lista parziale)
- Adaptive Modifications in the Woodpeckers, University of California, Berkeley, Museum of Vertebrate Zoology, 1930.
- Machaerodus Catoccopis Cope from the Pliocene of Texas, University of California Press, 1931.
- Faunal relationships and geographic distribution of mammals in Sonora. Mexico, University of Michigan Press, 1938.
- A field guide to the mammals, giving field marks of all species found north of the Mexican boundary, Houghton Mifflin, Boston, 1952.
- Mammals of the Great Lakes Region (con Allen Kurta), University of Michigan Press, 1957. ISBN 0472064975
- Bacula of North American Mammals, University of Michigan, 1960.
- The Mammals of El Salvador (con Ruben Arthur Stirton), 1961.
- A field guide to the mammals: North America north of Mexico, Houghton Mifflin, Boston, 1976. ISBN 0395240824